# Dane Šijan

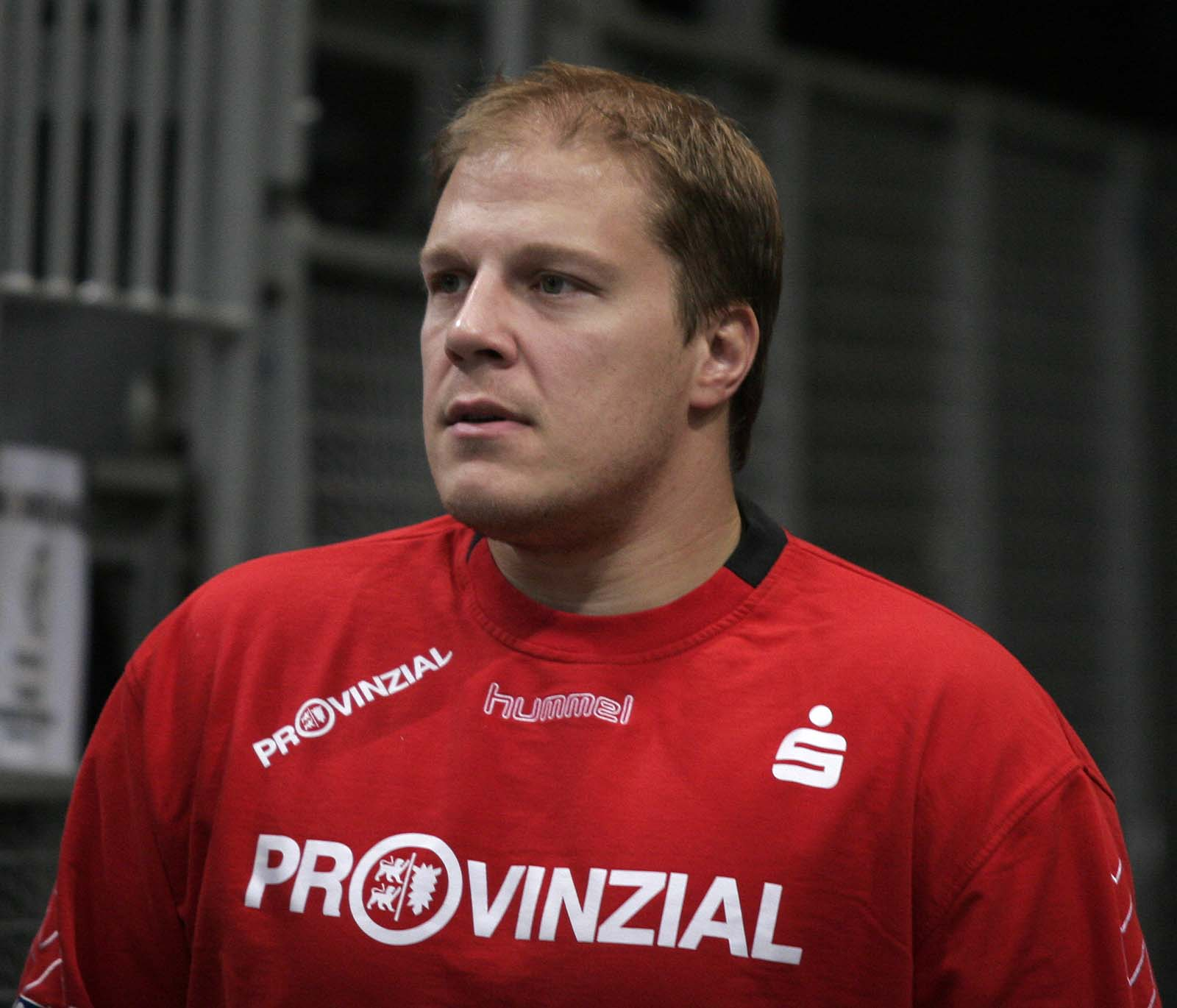
Dane Šijan med SG Flensburg-Handewitt, 2007.

Dane Šijan, född 5 februari 1977 i Šabac i dåvarande SFR Jugoslavien, är en serbisk tidigare handbollsmålvakt. Han spelade bland annat en säsong i svenska IF Guif (2004–2005).

## Klubbar
- RK Metaloplastika (1991–1998)
- RK Proleter Zrenjanin (1998–1999)
- RK Rudar Pljevlja (1999–2000)
- RK Eporsid (2000–2001)
- RK Partizan Belgrad (2001–2004)
- IF Guif (2004–2005)
- Viborg HK (2005–2007)
- SG Flensburg-Handewitt (2007–2008)
- Viborg HK (2008–2012)
- Bjerringbro-Silkeborg (2012–2014)
- Mors-Thy Håndbold (2014–2016)
- HCM Constanța (2016–2018)